# Receptor-tyrosinekinase

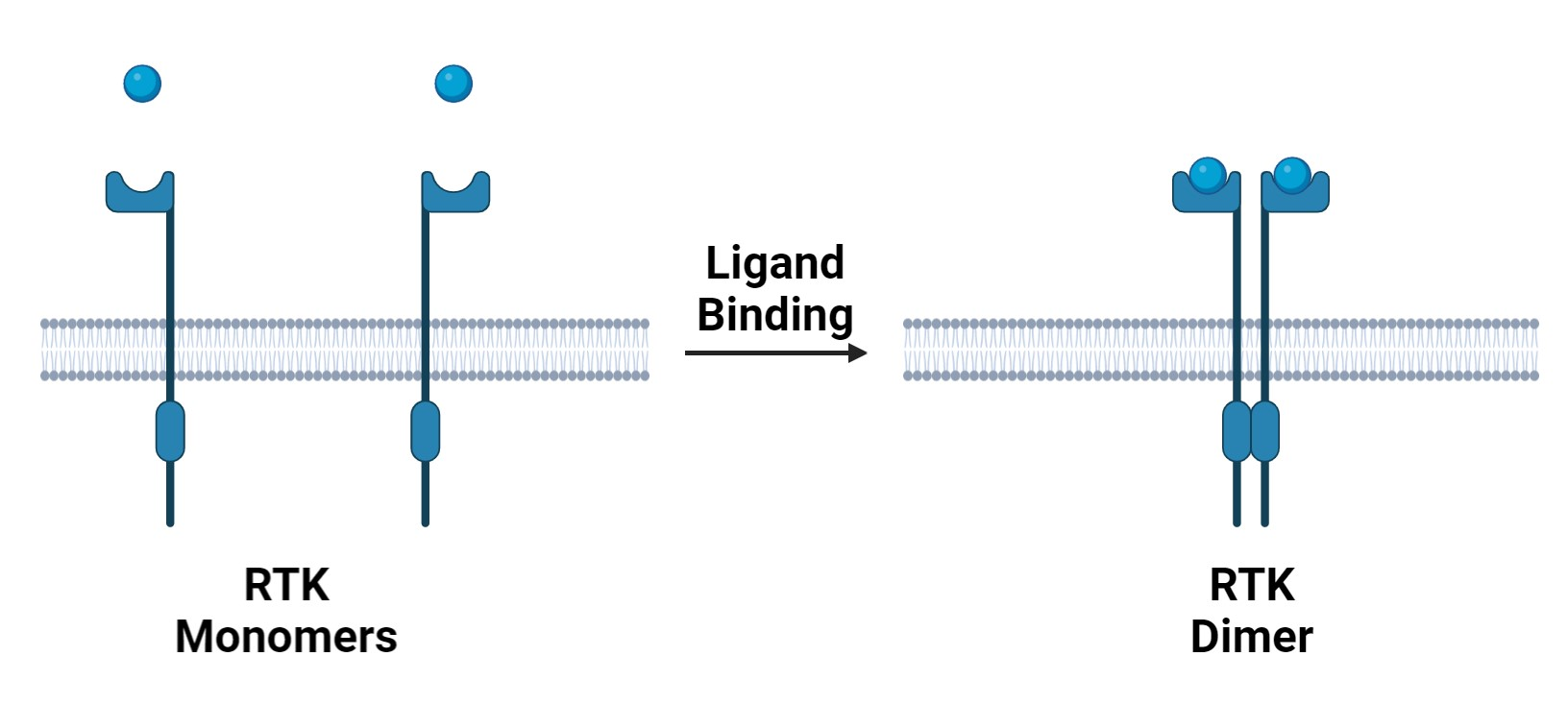
Ligandbinding aan een RTK leidt tot dimerisatie

Een receptor-tyrosinekinase (RTK) is een membraanreceptor die vele groeifactoren, cytokinen en hormonen kan herkennen. In het menselijke genoom zijn ongeveer negentig tyrosinekinasegenen geïdentificeerd, waarvan er 58 coderen voor receptor-tyrosinekinase-eiwitten. Receptor-tyrosinekinasen zijn belangrijke regulatoreiwitten van normale cellulaire processen. Ontregelde functie speelt een rol in het ontstaan en ontwikkeling van vele soorten kanker. Mutaties in receptor-tyrosinekinasen leiden tot de activering van signaalcascades die grote effecten hebben op de genexpressie.
Een RTK-eiwit komt voor in het celmembraan; het zijn transmembraaneiwitten. Het extracellulaire domein (de N-terminus) ontvangt en herkent specifieke signalen (liganden) uit het externe milieu van de cel. Het intracellulaire domein (de C-terminus) reageert door signalen af te geven die binnen de cel zorgen voor een biochemische respons. Er zijn vele soorten signaalmoleculen die via RTK-eiwitten hun functie uitvoeren, zoals epidermale groeifactor (EGF), insuline en VEGF.

## Functie
Een kinase is een enzym dat fosfaatgroepen van donormoleculen zoals ATP overdraagt naar een specifiek doelmolecuul (het substraat) in een proces van fosforylering. Het tegenovergestelde, een enzym dat fosfaatgroepen verwijdert van doelmoleculen, is een fosfatase. Kinase-enzymen die specifiek tyrosine-aminozuren fosforyleren, worden tyrosinekinasen genoemd.

Fosfaat
ATP
Tyrosine

Als een groeifactor aan het extracellulaire domein van een RTK bindt, zal de RTK dimeriseren met een aangrenzend RTK. Dimerisatie leidt tot activering van de intracellulaire kinasedomeinen van het eiwit in het cytoplasma. Het eerste substraat van deze domeinen is de receptor zelf. Er treedt fosforylering op tussen de intracellulaire domeinen, waarbij het tyrosineresidu fungeert als ontvanger van de fosfaatgroepen. De gefosforyleerde receptor is nu geactiveerd en zal een interactie aangaan met andere eiwitten binnen de cel zodat het signaal wordt doorgegeven.